# Титий (царь мариандинов)
Ти́тий (др.-греч. Τιτίος или Τιτίας) — персонаж греческой мифологии, идейский дактиль, царь племени мариандинов в Северной Анатолии.

## Мифология
Легенды рассказывают, что Титий и его брат Киллен почитались во Фригии. Считалось, что они являются спутниками богини Кибелы, «проводниками судьбы городов» и их защитниками. Они, как и другие идейские дактили с Крита, были сыновьями нимфы Анхиалы. Что касается отца, то, по одним сведениям, Титий являлся сыном Зевса. Согласно же другим источникам, он был старшим из сыновей Мариандина, героя одноимённого племени мариандинов, проживавших в Северной Анатолии. По некоторым данным, сам Титий был местным героем из этого племени, под руководством которого население региона увеличилось и народ достиг процветания. Также утверждается, что Тития в конце концов выбрали царём и что его именем был назван город.
Сыновьями Тития были Приолай, Лик и Мариандин. Некоторые авторы называют Борма его сыном вместо Приолая, поскольку о том и другом были составлены траурные песни, исполнявшиеся в память о них после смерти. Приолай погиб в битве с бебриками, территорию которых мариандины завоевали благодаря помощи Геракла. В память о Приолае, по традиции, были проведены похоронные игры, в которых принял участие и Геракл, он вышел победителем в соревновании с местным жителем из племени мариандинов.